# إسماعيل روميرو
إسماعيل روميرو (23 يونيو 1991 بسانتا كلارا في كوبا - ) هو لاعب كرة سلة كوبي في مركز هجوم صغير الجسم. لعب مع Grand Rapids Gold ‏.

## وصلات خارجية
- إسماعيل روميرو على موقع الاتحاد الدولي لكرة السلة (الإنجليزية)
- إسماعيل روميرو على موقع كرة السلة الأوروبية.كوم (الإنجليزية)
- إسماعيل روميرو على موقع ريلجم (الإنجليزية)
- إسماعيل روميرو على موقع بروبوليرز (الإنجليزية)
- إسماعيل روميرو على موقع سبورتس رفرنس (الإنجليزية)
- إسماعيل روميرو على موقع سبورتس رفرنس (الإنجليزية)